# Дружинин, Сергей Петрович
Серге́й Петро́вич Дружи́нин (3 февраля 1958 — 25 августа 2016, Екатеринбург) — советский и российский певец, солист Уральского русского народного хора (1980—2016), заслуженный артист России (2003).

## Биография
Начиная с 1982 года являлся ведущим солистом Уральского государственного академического русского народного хора, более 20 лет был солистом ансамбля русской песни «Забава».
Вместе с Уральским хором побывал на гастролях во многих городах и странах мира: Испании, Чехословакии, Югославии, Франции, Японии.
Принимал участие в фестивале «Киевская весна», который проходил на Украине сразу после Чернобыльской катастрофы в 1986 году.
Скончался от рака 25 августа 2016 года в Екатеринбурге.

## Награды и звания
- В 1993 году стал дипломантом Всероссийского конкурса «Нижегородская карусель», а уже в следующем году в Смоленске на Всероссийском конкурсе «Голоса России» получил почётное звание Лауреата II-й премии[1].
- В 2003 году ему было присвоено почётное звание «Заслуженный артист России».
- В 2014 году получил знак отличия «За заслуги перед Свердловской областью» III степени.